# Hlinka (Tschechien)
Hlinka (deutsch Glemkau) ist eine Gemeinde in Tschechien. Sie liegt drei Kilometer westlich von Osoblaha und gehört zum Moravskoslezský kraj.

## Geographie
Hlinka befindet sich einen Kilometer östlich der Grenze zu Polen auf einer fruchtbaren Ebene. Nachbarorte sind Krzyżkowice im Norden, Rylovka, Nové Vrbno und Studnice im Nordosten, Osoblaha im Osten, Sławoszów und Bohušov im Südosten, Karlov, Nová Ves und Dívčí Hrad im Süden, Sádek, Životice und Vysoká im Südwesten sowie Bartultovice und Trzebina im Westen.

## Geschichte
Die erste schriftliche Erwähnung des zur Hotzenplotzer Herrschaft in der mährischen Exklave des Bistums Olmütz gehörigen Dorfes Glyník erfolgte im Jahre 1267. Im Jahr 1389 wurde der Ort als Glinka bezeichnet. 1512 wurde erstmals in den bischöflichen Lehntafeln eine Feste in Glinka genannt. Zwischen 1593 und 1594 verkaufte Hynek d. Ä. von Würben und Freudenthal das Gut Glinka für 500 Gulden an Jan d. Ä. Sedlnitzky von Choltitz, der es seiner Herrschaft Maidelberg zuschlug. Nachfolgend erlosch die Feste und Glinka wurde ein Teil Schlesiens. Nach der Schlacht am Weißen Berg wurde 1622 der Besitz von Karl Christoph von Sedlnitzky auf Maidelberg konfisziert und die Herrschaft dem Deutschritterorden übergeben. Infolge der Teilung Schlesiens lag das Dorf ab 1742 an der Grenze zu Preußisch Schlesien. 1768 erwarb der Malteserorden die Herrschaft Maidelberg, dem sie bis 1918 gehörte.
Nach Faustin Ens zählte das Dorf 1837 insgesamt 76 hölzerne Wohnhäuser, ein Wohngebäude für den herrschaftlichen Kastner, ihm war die Verwaltung des herrschaftlichen Getreidespeichers anvertraut, und einen Meierhof, bei welchem eine Herde Mutterschafe und Rinder aufgestellt waren. Die Dorfschaft bestand aus einem Erbrichter, 24 Bauern und zusammen 627 Einwohnern, welche alle deutsch und katholisch waren. Die Bewohner von Glemkau gehörten ab der josephinische Pfarrreform von 1780 zur Pfarre Hotzenplotz, vorher zur wesentlich weiter entfernten Pfarre Pittarn. In früheren Zeiten bis 1780 besuchten die Kinder von Glemkau die Pfarrschule zu Hotzenplotz. Später wurden sie und die Kinder von Deutsch-Paulowitz von einem "Gailehrer" (Wanderlehrer) Johann Rotter zu je 1/2 Tag abwechselnd hier und dort unterrichtet. Dafür mussten die Eltern monatlich 10 Kreuzer Conventionsmünze und die Mittagskost entrichten. Als erster geprüfter Lehrer erscheint 1810 Anton Rotter aus Pittarn, im Jahre 1816 Johann Hellmann aus Hotzenplotz.
Nach der Aufhebung der Patrimonialherrschaften bildete Glemkau/Hlinka bis zum Jahre 1867 mit Deutsch Paulowitz eine Gemeinde in der Bezirkshauptmannschaft Jägerndorf. Danach Glemkau bildete mit der Colonie Rüllehäusl und dem Meierhof Würben eine selbständige Gemeinde. Die Hauptnahrungsquellen der Bewohner waren immer der Ackerbau und die Viehzucht. Der Boden der Gemeinde hat fruchtbare Felder, aber wenig Wiesen, dafür einen ausgedehnten Laub- und Nadelwald. Es gab auch große, zumeist gepflegte Obstgärten. Bei der Viehzucht legte man besonderes Gewicht auf die Pferdezucht. Ab 1889 stand zur Veredelung der Pferderasse in Rüllehäusl ein k.u.k. Ärarischer Hengst (Staatshengst) in Privatpflege.
Im Jahre 1880 zählte Glemkau mit den Rüllehäusern und dem Würbenhof insgesamt 601 Einwohner, die in 79 Häusern lebten. Einem Protestanten standen 600 Katholiken gegenüber. Alle Einwohner sprachen deutsch. Im selben Jahre wurde ein eigenes Schulhaus eingeweiht. Im Jahre 1900 wurde in Glemkau eine Abteilung der k.u.k. Finanzwache stationiert, die den Grenzschmuggel unterbinden sollte. Im Jahre 1925 entstand ein Zollamt. 1930 hatte die Gemeinde 435 Einwohner, darunter waren 18 Tschechen. Mit dem Münchner Abkommen wurde Glemkau 1938 in das Deutsche Reich eingegliedert und gehörte bis 1945 zum Landkreis Jägerndorf. 1939 lebten in Glemkau 459 Menschen. Nach dem Zweiten Weltkrieg wurde die Grenze von 1938 wiederhergestellt und die deutschen Bewohner wurden vertrieben. Ende 1960 erfolgte die Auflösung des Okres Krnov und Hlinka wurde dem Okres Bruntál zugeordnet. 1980 wurde Hlinka nach Osoblaha eingemeindet. Seit 1990 besteht die Gemeinde Hlinka wieder. Nach Inkrafttreten des Schengener Abkommens wurde die Straßenverbindung von Rylovka nach Krzyżkowice wiederhergestellt und somit eine Fahrverbindung zwischen den Städten Osoblaha und Prudnik geschaffen.

## Gemeindegliederung
Für die Gemeinde Hlinka sind keine Ortsteile ausgewiesen. Zu Hlinka gehören die Ansiedlungen Nové Vrbno (Würbenhof) und Rylovka (Rüllenhäuser).

## Sehenswürdigkeiten
- Kirche des hl. Valentin, erbaut 1813–1825